# 陳協
陳協（1608年—1663年），字念盡、念藎，京師順天府文安縣（今河北省文安縣）人，清朝政治人物、進士出身。

## 生平
順治二年（1645年）舉乙酉科順天鄉試，順治三年（1646年），聯登進士，任中書科中書舍人。順治八年，升任戶科給事中。順治十年，任戶科右給事中、任禮科左給事中。次年改工科都給事中。順治十五年，任太僕寺少卿。順治十六年，任鴻臚寺卿、通政使司左通政、宗人府府丞，兼任都察院左副都御史。順治十七年，任兵部督捕右侍郎。順治十八年，任總督倉塲戶部左侍郎。